# Чемпионат Канады по кёрлингу среди смешанных команд
Чемпионат Канады по кёрлингу среди смешанных команд (англ. Canadian Mixed Curling Championship, Чемпионат Канады по кёрлингу в дисциплине микст) — ежегодное соревнование канадских команд по кёрлингу среди смешанных команд (состоящих из двух мужчин и двух женщин; микст; англ. mixed curling). Проводится с 1964 года. Организатором является Ассоциация кёрлинга Канады.
Команда-победитель чемпионата получает право представлять Канаду как смешанная сборная на очередном чемпионате мира, который проходит в следующем календарном году.
В целях «привязки» определённого чемпионата к сезону (например, сезону 2016—2017) в названии очередного чемпионата год указывается как следующий после года фактического проведения чемпионата — например, чемпионат, проводившийся в ноябре 2016, назван как «Чемпионат Канады по кёрлингу среди смешанных команд 2017» (англ. Чемпионат Канады по кёрлингу среди смешанных команд 2017).

## Места проведения и призёры
(скипы выделены полужирным шрифтом; источник:)
| Год  | Место проведения                     | Золото                                                                                |
| ---- | ------------------------------------ | ------------------------------------------------------------------------------------- |
| 1964 | Торонто (Онтарио)                    | Манитоба: Ernie Boushy, Ina Light, Garry DeBlonde, Bea McKenzie                       |
| 1965 | Торонто (Онтарио)                    | Альберта: Lee Green, Kay Berreth, Shirley Salt, Vi Salt                               |
| 1966 | Тандер-Бей (Онтарио)                 | Манитоба: Ernie Boushy, Ina Light, Garry DeBlonde, Betty Hird                         |
| 1967 | Квебек (Квебек)                      | Саскачеван: Larry McGrath, Darlene Hill, Peter Gunn, Marlene Dorsett                  |
| 1968 | Сен-Бонифас (Манитоба)               | Саскачеван: Larry McGrath, Darlene Hill, Peter Gunn, Marlene Dorsett                  |
| 1969 | Китченер (Онтарио)                   | Альберта: Don Anderson, Bernie Hunter, Bill Tarnish, Connie Reeve                     |
| 1970 | Ванкувер (Британская Колумбия)       | Альберта: Bill Mitchell, Hadie Manley, Bill Tarnish, Connie Reeve                     |
| 1971 | Сент-Джон (Нью-Брансуик)             | Саскачеван: Larry McGrath, Darlene Hill, John Gunn, Audrey St. John                   |
| 1972 | Тандер-Бей (Онтарио)                 | Британская Колумбия: Trev Fisher, Gail Wren, Bryan Bettesworth, Louise Fisher         |
| 1973 | Шарлоттаун (Остров Принца Эдуарда)   | Манитоба: Барри Фрай, Peggy Casselman, Stephen Decter, Susan Lynch                    |
| 1974 | Виннипег (Манитоба)                  | Саскачеван: Рик Фолк, Cheryl Stirton, Том Уилсон, Bonnie Orchard                      |
| 1975 | Китченер (Онтарио)                   | Альберта: Les Rowland, Aurdrey Rowland, Dan Schmaltz, Betty Schmaltz                  |
| 1976 | Летбридж (Альберта)                  | Британская Колумбия: Tony Eberts, Elizabeth Short, Clark Glanville, Eleanor Short     |
| 1977 | Галифакс (Новая Шотландия)           | Манитоба: Harold Tanasichuk, Rose Tanasichuk, Jim Kirkness, Дебби Орр                 |
| 1978 | Саскатун (Саскачеван)                | Саскачеван: Bernie Yuzdepski, Marnie McNiven, Roy Uchman, Joan Bjerke                 |
| 1979 | Принс-Джордж (Британская Колумбия)   | Северное Онтарио: Roy Lund, Nancy Lund, Ron Apland, Marsha Kerr                       |
| 1980 | Сент-Джонс (Ньюфаундленд и Лабрадор) | Манитоба: Jim Dunstone, Carol Dunstone, Del Stitt, Elaine Jones                       |
| 1981 | Виннипег (Манитоба)                  | Северное Онтарио: Рик Лэнг, Anne Provo, Bert Provo, Лоррейн Эдвардс                   |
| 1982 | Timmins (Онтарио)                    | Британская Колумбия: Глен Пирс, Marlene Neubauer, Fuji Miki, Sharon Bradley           |
| 1983 | Сент-Джон (Нью-Брансуик)             | Саскачеван: Рик Фолк, Dorenda Schoenhals, Том Уилсон, Elizabeth Folk                  |
| 1984 | Принс-Альберт (Саскачеван)           | Саскачеван: Randy Woytowich, Kathy Fahlman, Brian McCusker, Джен Беткер               |
| 1985 | Торонто (Онтарио)                    | Британская Колумбия: Steve Skillings, Пэт Сандерс, Al Carlson, Луиз Эрлаву            |
| 1986 | Камлупс (Британская Колумбия)        | Онтарио: Dave Van Dine, Dawn Ventura, Хью Милликин, Cindy Wiggins                     |
| 1987 | Summerside (Остров Принца Эдуарда)   | Остров Принца Эдуарда: Питер Галлант, Kathy Gallant, Phil Gorveatt, Simone MacKenzie  |
| 1988 | Норт-Бей (Онтарио)                   | Манитоба: Джефф Стоутон, Karen Fallis, Роб Микин, Lynn Morrow                         |
| 1989 | Брандон (Манитоба)                   | Остров Принца Эдуарда: Роберт Кэмпбелл, Angela Roberts, Mark O'Rourke, Kathy O'Rourke |
| 1990 | Римуски (Квебек)                     | Альберта: Marvin Wirth, Glenna Rubin, Millard Evans, Robin Pettit                     |
| 1991 | Тандер-Бей (Онтарио)                 | Манитоба: Джефф Стоутон, Karen Fallis, Scott Morrow, Lynn Morrow                      |
| 1992 | Гранд-Прери (Альберта)               | Альберта: Kurt Balderston, Marcy Balderston, Rod Kramer, Joanne Morrison              |
| 1993 | Суифт-Каррент (Саскачеван)           | Новая Шотландия: Scott Saunders, Колин Джонс, Tom Fetterly, Helen Radford             |
| 1994 | Leduc (Альберта)                     | Нью-Брансуик: Грант Одишоу, Хизер Смит, Rick Perron, Krista Smith                     |
| 1995 | Сарния (Онтарио)                     | Новая Шотландия: Steve Ogden, Mary Mattatall, Jeff Hopkins, Heather Hopkins           |
| 1996 | Шарлоттаун (Остров Принца Эдуарда)   | Саскачеван: Randy Bryden, Cathy Trowell, Russ Bryden, Karen Inglis                    |
| 1997 | Kindersley (Саскачеван)              | Северное Онтарио: Chris Johnson, Barb McKinty, Drew Eloranta, Lisa Gauvreau           |
| 1998 | Оуэн-Саунд (Онтарио)                 | Новая Шотландия: Steve Ogden, Mary Mattatall, Jeff Hopkins, Heather Hopkins           |

| Год  | Место и даты проведения                         | Золото                                                                                        | Серебро                                                                                 | Бронза                                                                              |
| ---- | ----------------------------------------------- | --------------------------------------------------------------------------------------------- | --------------------------------------------------------------------------------------- | ----------------------------------------------------------------------------------- |
| 1999 | Виктория (Британская Колумбия) 9—17 января 1999 | Новая Шотландия · Paul Flemming, Колин Джонс, Tom Fetterly, Моника Мориарти                   | Остров Принца Эдуарда · Peter MacDonald, Kathy O'Rourke, Mark O'Rourke, Karen MacDonald | Онтарио · Bob Turcotte, Кристин Тюркотт, Roy Weigand, Андреа Лоус                   |
| 2000 | Летбридж (Альберта) 8—16 января                 | Альберта · Кевин Кюи, Сьюзан О'Коннор, Greg Northcott, Lawnie Goodfellow                      | Саскачеван · Jim Packet, Brenda Lee Malaryk, Dallas Duce, Audrey Dubiel                 | Остров Принца Эдуарда · John Likely, Сьюзан Макиннис, Mark Butler, Nancy Cameron    |
| 2001 | Weyburn (Саскачеван) 6—14 января                | Квебек · Жан-Мишель Менар, Jessica Marchand, Marco Berthelot, Joelle Sabourin                 | Новая Шотландия · Марк Дэйси, Хизер Смит-Дэйси, Роб Харрис, Лейни Питерс                | Остров Принца Эдуарда · John Likely, Kathie Gallant, Mark Butler, Krista Cameron    |
| 2002 | Галифакс (Новая Шотландия) 5—13 января          | Новая Шотландия · Марк Дэйси, Хизер Смит-Дэйси, Роб Харрис, Лейни Питерс                      | Остров Принца Эдуарда · John Likely, Сьюзан Макиннис, Mark Butler, Nancy Cameron        | Онтарио · Уэйн Так, Кимберли Так, Jake Higgs, Sara Gatchell                         |
| 2003 | Абботсфорд (Британская Колумбия) 11—19 января   | Новая Шотландия · Paul Flemming, Ким Келли, Tom Fetterly, Cathy Donald                        | Альберта · Шэннон Клейбринк, Richard Kleibrink, Эми Никсон, Mike Westlund               | Саскачеван · Bryan Derbowka, Cathy Trowell, Gerry Adam, Karen Cottenie              |
| 2004 | Timmins, (Онтарио) 10—18 января 2004            | Альберта · Шэннон Клейбринк, Richard Kleibrink, Judy Pendergast, Kevin Pendergast             | Онтарио · Хит Маккормик, Denna Schell, Jason Young, Julie Promoli                       | Манитоба · Terry McNamee, Джилл Оффисер, Brendan Taylor, Tanya Robins               |
| 2005 | Принс-Альберт (Саскачеван) 21—28 ноября 2004    | Ньюфаундленд и Лабрадор · Марк Николс, Shelley Nichols, Brent Hamilton, Jennifer Guzzwell     | Саскачеван · Kyle George, Джолин Макивор, Бен Хеберт, Maegan Strueby                    | Новая Шотландия · Paul Flemming, Melanie Comstock, Alan Cameron, Hayley Clarke      |
| 2006 | Уайтхорс (Юкон) 19—26 ноября 2005               | Онтарио · Джон Эппинг, Julie Reddick, Scott Foster, Leigh Armstrong                           | Манитоба · David Hamblin, Kristen Williamson, Ross Derksen, Kendra Green                | Квебек · Dwayne Fowler, Nathalie Audet, Marco Berthelot, Janique Berthelot          |
| 2007 | Китченер (Онтарио) 11—18 ноября 2006            | Нью-Брансуик · Terry Odishaw, Бекки Аткинсон, Kevin Boyle, Джейн Бойл                         | Квебек · Ève Bélisle, Mark McClory, Martine Comeau, Christian Bouchard                  | Манитоба · Terry McNamee, Lana Hunter, Geordie Hargreaves, Tanya Enns               |
| 2008 | Калгари (Альберта) 10—16 ноября 2007            | Альберта · Дин Росс, Сьюзан О’Коннор, Tim Krassman, Susan Wright                              | Онтарио · Bob Turcotte, Кристин Тюркотт, Roy Weigand, Андреа Лоус                       | Новая Шотландия · Peter Burgess, Colleen Pinkney, Chuck Patriquin, Shelley MacNutt  |
| 2009 | Икалуит (Нунавут) 9—16 ноября 2008              | Манитоба · Шон Грасси, Эллисон Нимик, Ross Derksen, Kendra Green                              | Онтарио · Уэйн Так, Кимберли Так, Jake Higgs, Sara Jane Gatchell                        | Саскачеван · Darrell McKee, Allison Gerhardt, Jason Jacobson, Amanda Jacobson       |
| 2010 | Берлингтон (Онтарио) 14—21 ноября 2009          | Новая Шотландия · Марк Дэйси, Хизер Смит-Дэйси, Эндрю Гибсон, Джилл Моузар                    | Онтарио · Mark Bice, Leslie Bishop, Codey Maus, Courtney Davies                         | Британская Колумбия · Jason Montgomery, Sarah Wark, Will Duggan, Nicole Montgomery  |
| 2011 | Morris (Манитоба) 13—20 ноября 2010             | Остров Принца Эдуарда · Роберт Кэмпбелл, Ребекка Джин Макфи, Robbie Doherty, Jackie Reid      | Манитоба · Terry McNamee, Lana Hunter, Allan Lawn, Tanya Enns                           | Новая Шотландия · Paul Flemming, Kelly MacIntosh, Glen MacLeod, Theresa Breen       |
| 2012 | Грейтер-Садбери (Онтарио) 12—19 ноября 2011     | Саскачеван · Jason Ackerman, Шантель Эберле, Дин Хик, Colleen Ackerman                        | Альберта · Kurt Balderston, Desirée Owen, Del Shaughnessy, Stephanie Malekoff           | Нью-Брансуик · Sylvie Robichaud, Marcel Robichaud, Marie Richard, Andre Boudreau    |
| 2013 | Mount Royal (Квебек) 15—24 ноября 2012          | Онтарио · Cory Heggestad, Heather Graham, Greg Balsdon, Amy Mackay                            | Новая Шотландия · Brent MacDougall, Christina Black, Kris Granchelli, Jane Snyder       | Квебек · Mike Fournier, Alanna Routledge, Mike Kennedy, Joëlle St-Hilaire           |
| 2014 | Оттава (Онтарио) 14—23 ноября 2013              | Альберта · Даррен Молдинг, Heather Jensen, Brent Hamilton, Anna-Marie Moulding                | Онтарио · Cory Heggestad, Heather Graham, Greg Balsdon, Amy Balsdon                     | Саскачеван · Шон Мичем, Келли Вуд, Carl deConnick Smith, Kelsey Dutton              |
| 2015 | Норт-Бей (Онтарио) 10—15 ноября 2014            | Саскачеван · Макс Киркпатрик, Джолин Кэмпбелл, Крис Хайчерт, Тиджей Хайчерт                   | Северо-Западные территории · Джейми Кюи, Кэрри Галуша, Robert Borden, Меган Кормье      | Онтарио · Chris Gardner, Trish Hill, Jonathan Beuk, Jennifer Barcauskas             |
| 2016 | Торонто (Онтарио) 7—14 ноября 2015              | Альберта · Мик Лизмо, Сара Уилкс, Брэд Тиссен, Alison Kotylak                                 | Саскачеван · Bruce Korte, Ros Stewart, Kevin Marsh, Carolyn Marsh                       | Северное Онтарио · Colin Koivula, Oye-Sem Won Briand, Chris Briand, Amanda Gates    |
| 2017 | Ярмут (Новая Шотландия) 13—16 ноября 2016       | Северное Онтарио · Тревор Бонот, Jackie McCormick, Kory Carr, Megan Carr                      | Манитоба · Braden Calvert, Керри Эйнарсон, Kyle Einarson, Дженнифер Кларк-Руир          | Онтарио · Уэйн Так, Кимберли Так, Jake Higgs, Sara Gatchell                         |
| 2018 | Swan River (Манитоба) 12—18 ноября 2017         | Онтарио · Майк Андерсон, Даниэль Инглис, Шон Харрисон, Лорен Харрисон                         | Квебек · Робер Дежарден, Amélie Blais, Thierry Fournier, Veronique Bouchard             | Ньюфаундленд и Лабрадор · Chris Ford, Brooke Godsland, Zach Young, Kate Murphy      |
| 2019 | Виннипег (Манитоба) 4—10 ноября 2018            | Манитоба · Колин Курц, Меган Уолтер, Брендан Билавка, Сара Оливер                             | Новая Шотландия · Kendal Thompson, Marie Christianson, Bryce Everist, Karlee Jones      | Квебек · Феликс Асселен, Лори Сен-Жорж, Эмиль Асселен, Эмили Райли                  |
| 2020 | Сагеней (Квебек) 3—9 ноября 2019                | Квебек · Jean-Sébastien Roy, Amélie Blais, Dan deWaard, Бренда Николс                         | Нью-Брансуик · Грант Одишоу, Sylvie Quillian, Marc LeCocq, Джейн Бойл                   | Северо-Западные территории · Джейми Куи, Кэрри Галуша, David Aho, Меган Колер       |
| 2021 | Канмор (Альберта) 7—14 ноября 2021              | Квебек · Жан-Мишель Менар, Мари-Франс Ларуш, Ян Белло, Энни Лимэй                             | Онтарио · Mike McLean, Erin Morrissey, Kevin Tippett, Erica Hopson                      | Северо-Западные территории · Джейми Куи, Margot Flemming, Cole Parsons, Меган Колер |
| 2022 | Принс-Альберт (Саскачеван) 6—12 ноября 2022     | Квебек · Феликс Асселен, Лори Сен-Жорж, Эмиль Асселен, Эмили Райли, тренер: Michel St-Georges | Северное Онтарио · Тревор Бонот, Jackie McCormick, Mike McCarville, Amanda Gates        | Северо-Западные территории · Джейми Куи, Margot Flemming, Cole Parsons, Меган Колер |
| 2023 | Суифт-Каррент (Саскачеван) 5—11 ноября 2023     | Саскачеван · Шон Мичем, Келли Шафер, Крис Хайчерт, Тиджей Хайчерт                             | Манитоба · Kyle Kurz, Бет Петерсон, Ian McMillan, Melissa Gordon                        | Онтарио · Scott McDonald, Lori Eddy, Matthew Hall, Laura Neil                       |
| 2024 | Сент-Катаринс (Онтарио) 3—9 ноября 2024         | Новая Шотландия · Owen Purcell, Christina Black, Adam McEachren, Джен Бакстер                 | Саскачеван · Jason Ackerman, Эмбер Холланд, Sam Wills, Colleen Ackerman                 | Онтарио · Jayden King, Grace Cave, Daniel Del Conte, Jillian Uniacke                |